# Zamek Broich
Zamek Broich (niem. Schloss Broich) – zabytkowy zamek w Mülheimie an der Ruhr (Nadrenia Północna-Westfalia).
Pierwotny zamek został zbudowany w drugiej połowie IX w. a w 1093 w przekształcony w siedzibę panów von Broich, pochodzących z okolic Mülheim an der Ruhr. Po wygaśnięciu rodziny Broich w 1372 obiekt przekazano hrabiom z Limburgii-Hohenlimburgii. W XVII w. właścicielami byli hrabiowie Leiningen.

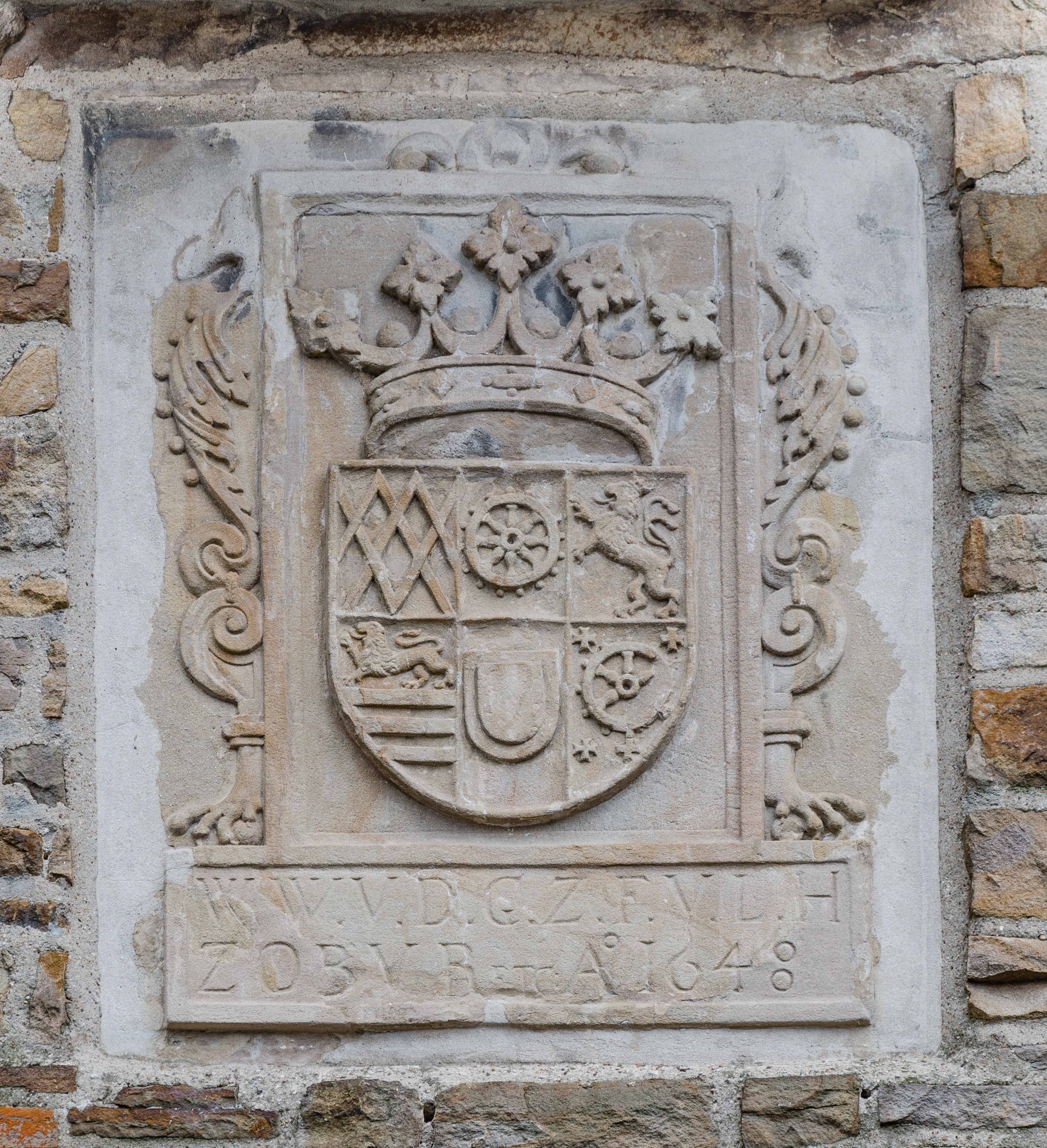
Herb Wilhelma von Wiricha nad wejściem
Herb miasta[2]  i Wilhelma von Wiricha (tarcza)
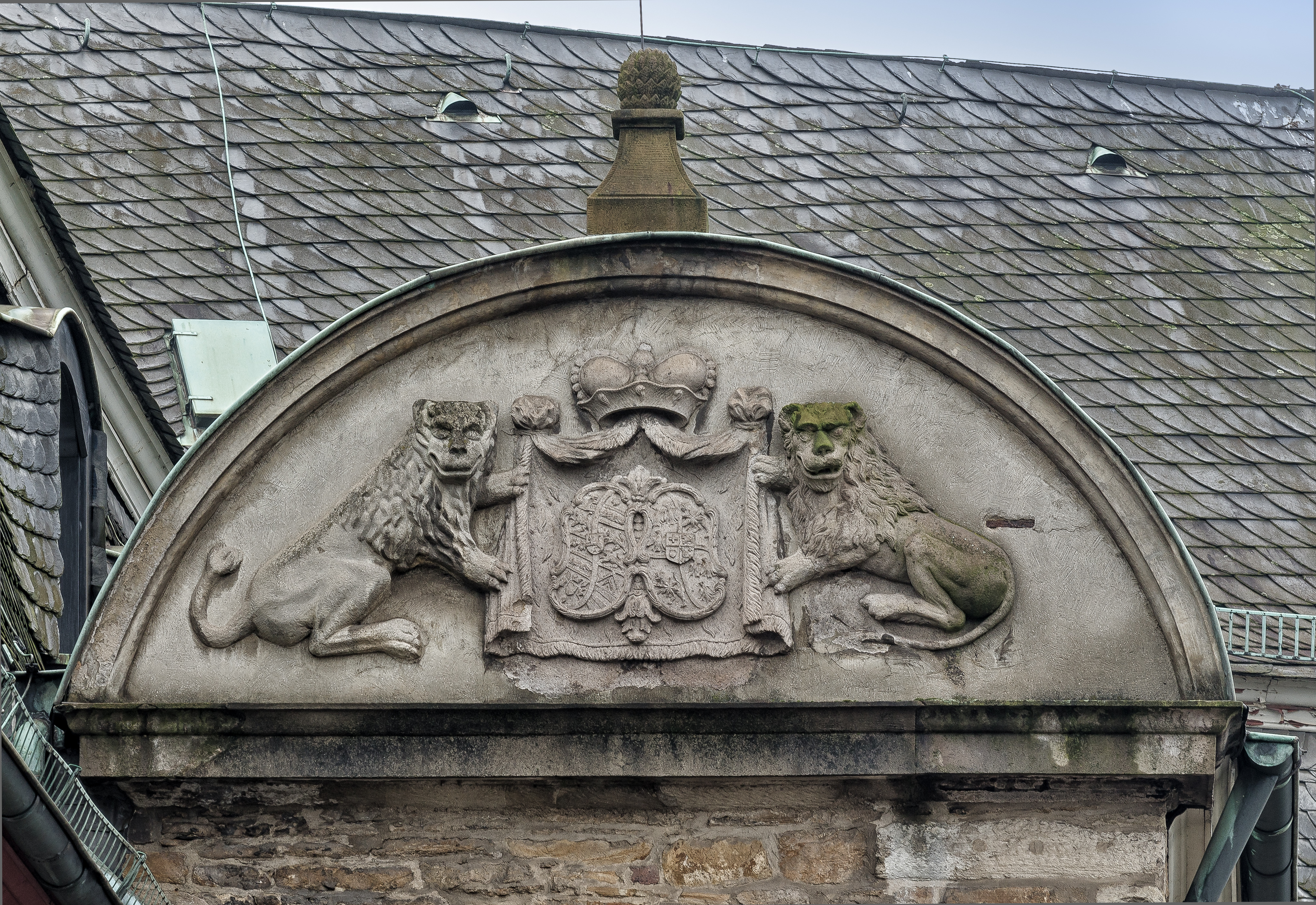
Herby Hesji-Darmstadt i Leiningen-Dagsburg
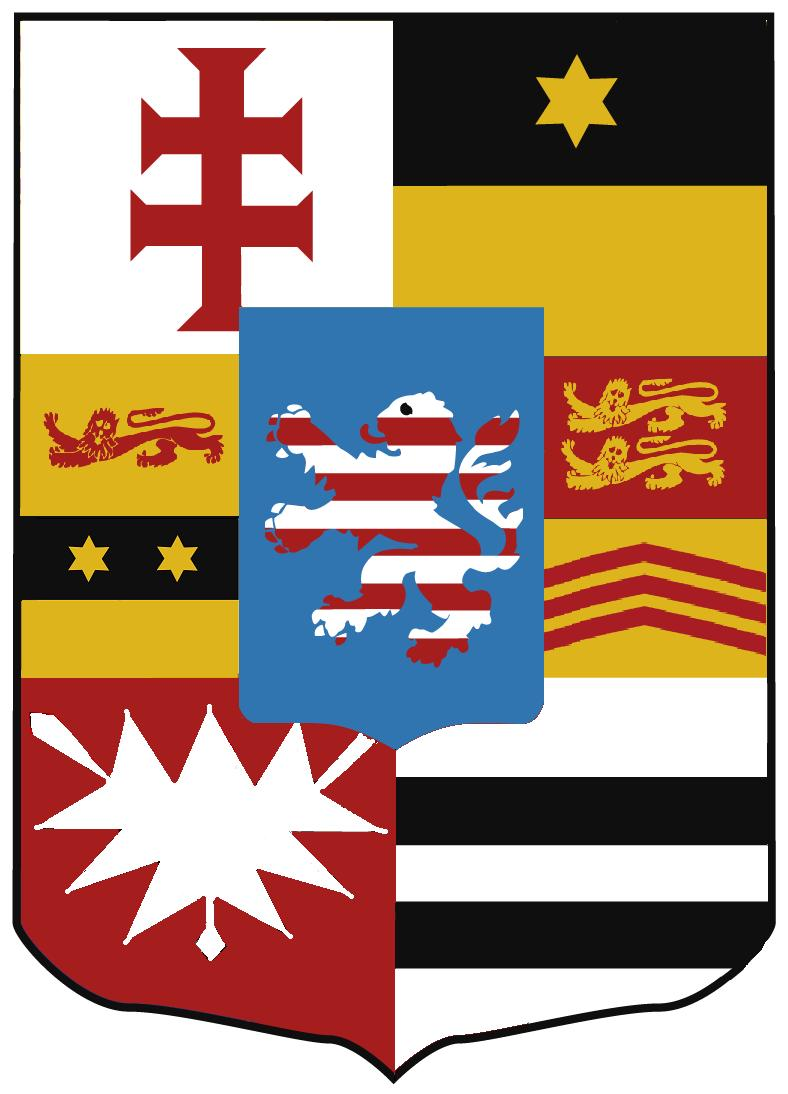
Herb Hesji-Darmstadt
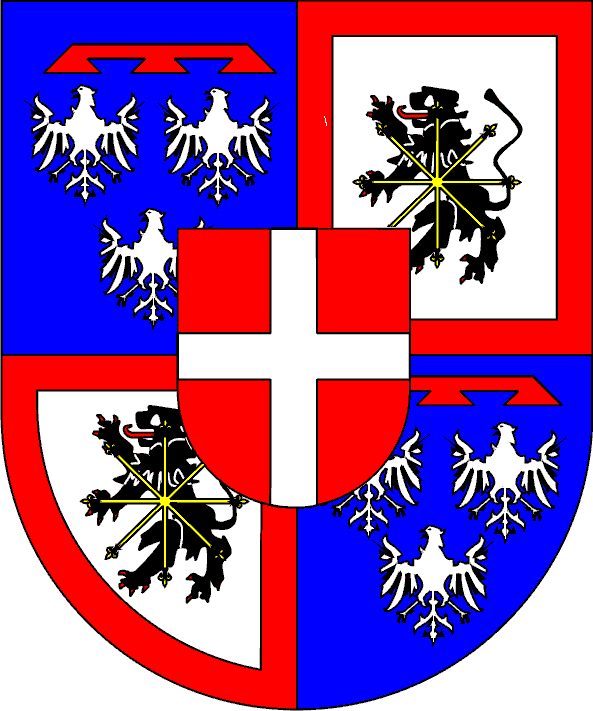
Herb Leiningen-Dagsburg(inne języki) (odmiana)